# Evviva! - La grande bellezza della TV
Evviva! (nella prima edizione sottitolato La grande bellezza della Tv) è stato un programma televisivo in onda su Rai 1 dal 26 aprile 2024 al 7 settembre 2024 con la conduzione di Gianni Morandi.

## Il programma
La trasmissione è andata  in onda in occasione dei 70 anni dalla nascita della televisione italiana. Conduce le serate-evento Gianni Morandi, che, alternandosi alla visione di video tratti dalle teche della Rai, racconta aneddoti ed episodi riguardanti celebri trasmissioni televisive. 
La prima puntata, in onda in prima serata su Rai uno il 26 aprile 2024, celebra il varietà del sabato sera (Il musichiere, Studio uno, Canzonissima, Ma che sera, Tante scuse, Di nuovo tante scuse, Noi... no!, Uno di noi, Scommettiamo che...?, Milleluci, Ballando con le stelle, Torno sabato, Stasera pago io, Fantastico, Carràmba).
La seconda puntata, in onda in prima serata il 2 giugno 2024, è dedicata ai programmi musicali trasmessi in tv. I successivi due appuntamenti, sempre collocati nel palinsesto estivo, sono dedicati alle più celebri canzoni italiane ed ai grandi artisti e colleghi di Morandi.

## Puntate
| Puntata | Messa in onda    | Ospiti                                               | Telespettatori | Share  | Note  |
| ------- | ---------------- | ---------------------------------------------------- | -------------- | ------ | ----- |
| 1       | 26 aprile 2024   | Leo Gassmann, Carlo Conti                            | 2 936 000      | 18,24% | [ 2 ] |
| 2       | 2 giugno 2024    | Francesca Michielin, Amadeus, Roberto Vecchioni      | 2 679 000      | 15,80% | [ 4 ] |
| 3       | 13 luglio 2024   | Mogol, Francesco Renga, Nek, Giorgia Cardinaletti    | 2 108 000      | 18,10% | [ 6 ] |
| 4       | 7 settembre 2024 | Massimo Ranieri, Orietta Berti, Giorgia Cardinaletti | 1 800 000      | 16,80% | [ 8 ] |